# Dracontomelon vitiense
Dracontomelon vitiense är en sumakväxtart som beskrevs av Adolf Engler. Dracontomelon vitiense ingår i släktet Dracontomelon och familjen sumakväxter. Inga underarter finns listade i Catalogue of Life.